# 이스미 철도
이스미 철도(일본어: いすみ鉄道)는 일본의 철도 기업이다. 지바현 이스미군 오타키정에 본사가 있다. 일본국유철도 특정지방교통선의 하나였던 기하라선을 계승해, 이스미선으로 운영하고 있다. 연선 지자체나 민간 기업이 출자하는 제3섹터 철도 사업자다.

## 노선
- 이스미선 (오하라역 - 가즈사나카노역)